# Gato-de-iriomote
O gato-de-iriomote (Prionailurus iriomotensis) é uma espécie de gato selvagem que vive exclusivamente na ilha de Iriomote no Japão.